# Estação Golfe Olímpico
A Estação Golfe Olímpico é uma parada do BRT TransOeste localizada no bairro da Barra da Tijuca, no município do Rio de Janeiro.

## Origem do nome da estação
A parada se localiza em frente ao Campo Olímpico de Golfe e devido a isso, foi batizada com esse nome. O Campo Olímpico de Golfe foi construído para receber as competições de Golfe dos Jogos Olímpicos de 2016.

## Localização
A Estação Golfe Olímpico está localizada no canteiro central da Avenida das Américas. Além do Campo Olímpico de Golfe, nas proximidades há a Ribalta Eventos e um centro de comércio com curso de idiomas, padaria, uma agência dos Correios, drogaria e posto de gasolina.

## Acessos
Existe apenas um acesso a estação:
- Travessia de pedestres sobre a Avenida das Américas em frente ao Campo Olímpico de Golfe

## Serviços existentes e horário de funcionamento
Segundo o site oficial da administradora do BRT, existem as linhas (serviços) que atendem a estação:
| Número | Linha                              | Tipo de serviço | Funcionamento                  |
| ------ | ---------------------------------- | --------------- | ------------------------------ |
| 21A    | Recreio Shopping - Jardim Oceânico | Parador         | 04:20 às 22:40 (todos os dias) |

Por conta deste serviço, o horário de funcionamento da bilheteria é de 06h às 22h 